# Dampierre-en-Crot

Dampierre-en-Crot este o comună în departamentul Cher, Franța. În 1 ianuarie 2022 avea o populație de 203 de locuitori.